# Apotema

Apotema sześciokąta foremnego

Apotema – pojęcie geometryczne definiowane dwojako:
- w planimetrii: promień okręgu wpisanego w wielokąt foremny.
- w stereometrii: apotema ostrosłupa prawidłowego to wysokość ściany bocznej.

## Wzory
Jeśli długość boku wielokąta foremnego wynosi a, to długość apotemy wynosi:
- trójkąt – {\displaystyle {\frac {a{\sqrt {3}}}{6}}}
- kwadrat – {\displaystyle {\frac {a}{2}}}
- pięciokąt – {\displaystyle {\frac {a}{2{\sqrt {5-2{\sqrt {5}}}}}}}
- sześciokąt – {\displaystyle {\frac {a{\sqrt {3}}}{2}}}
- ośmiokąt – {\displaystyle {\frac {a}{2}}(1+{\sqrt {2}})}